# Bénonces
Bénonces és un municipi francès situat al departament de l'Ain i a la regió d'Alvèrnia-Roine-Alps. L'any 2007 tenia 271 habitants.

## Demografia

### Població
El 2007 la població de fet de Bénonces era de 271 persones. Hi havia 109 famílies de les quals 44 eren unipersonals (28 homes vivint sols i 16 dones vivint soles), 37 parelles sense fills i 28 parelles amb fills.
La població ha evolucionat segons el següent gràfic:
Habitants censats

### Habitatges
El 2007 hi havia 178 habitatges, 118 eren l'habitatge principal de la família, 33 eren segones residències i 26 estaven desocupats. 160 eren cases i 17 eren apartaments. Dels 118 habitatges principals, 90 estaven ocupats pels seus propietaris, 20 estaven llogats i ocupats pels llogaters i 7 estaven cedits a títol gratuït; 5 tenien una cambra, 4 en tenien dues, 19 en tenien tres, 25 en tenien quatre i 64 en tenien cinc o més. 90 habitatges disposaven pel capbaix d'una plaça de pàrquing. A 44 habitatges hi havia un automòbil i a 56 n'hi havia dos o més.

### Piràmide de població
La piràmide de població per edats i sexe el 2009 era:
| Homes | Edats   | Dones |
| ----- | ------- | ----- |
| 0     | 95 o +  | 0     |
| 0     | 90 a 94 | 0     |
| 4     | 85 a 89 | 0     |
| 8     | 80 a 84 | 0     |
| 0     | 75 a 79 | 12    |
| 4     | 70 a 74 | 4     |
| 20    | 65 a 69 | 12    |
| 0     | 60 a 64 | 4     |
| 8     | 55 a 59 | 4     |
| 12    | 50 a 54 | 8     |
| 16    | 45 a 49 | 12    |
| 8     | 40 a 44 | 12    |
| 4     | 35 a 39 | 4     |
| 20    | 30 a 34 | 8     |
| 0     | 25 a 29 | 4     |
| 4     | 20 a 24 | 16    |
| 20    | 15 a 19 | 8     |
| 4     | 10 a 14 | 4     |
| 4     | 5 a 9   | 8     |
| 4     | 0 a 4   | 0     |

## Economia
El 2007 la població en edat de treballar era de 172 persones, 118 eren actives i 54 eren inactives. De les 118 persones actives 110 estaven ocupades (66 homes i 44 dones) i 8 estaven aturades (3 homes i 5 dones). De les 54 persones inactives 14 estaven jubilades, 5 estaven estudiant i 35 estaven classificades com a «altres inactius».

### Ingressos
El 2009 a Bénonces hi havia 112 unitats fiscals que integraven 244,5 persones, la mediana anual d'ingressos fiscals per persona era de 17.460 €.

### Activitats econòmiques
Dels 6 establiments que hi havia el 2007, 1 era d'una empresa de fabricació d'altres productes industrials, 1 d'una empresa de construcció, 2 d'empreses immobiliàries, 1 d'una empresa de serveis i 1 d'una empresa classificada com a «altres activitats de serveis».
L'únic servei als particulars que hi havia el 2009 era un electricista.
L'any 2000 a Bénonces hi havia 12 explotacions agrícoles que ocupaven un total de 455 hectàrees.

## Equipaments sanitaris i escolars
El 2009 hi havia una escola elemental.

## Poblacions més properes
El següent diagrama mostra les poblacions més properes.